# Hans Paule
Hanse Paule (Vienna, 1879 – Capri, 1951) è stato un pittore austriaco.

## Biografia
Il mito ha sempre circondato la vita di questo eclettico pittore, che fu definito anche pictor spaeleus ("pittore cavernicolo") da Edwin Cerio, perché si dice abbia abitato lungamente in una grotta nutrendosi dei frutti del mare e bevendo acqua piovana filtrata dalle rocce.
Sicuramente personaggio eccentrico, frequentò personaggi mondani ed intellettuali di ogni sorta, quali ad esempio il conte Fersen presso la famosissima Villa Lysis (edificata nei pressi della Villa Jovis, già residenza imperiale che ospitò l'imperatore Tiberio per circa 11 anni), Alberto Moravia, Curzio Malaparte, Norman Douglas, Axel Munthe, Ettore Settanni e tanti altri.
Promuoveva la sua arte a Capri nella Piazzetta e tra i tavolini della famosa locanda "Zum Kater Hidigeigei".
Frequentò numerose famiglie capresi ed in particolare soggiornò presso il violinista Paolo Falco con il quale condivideva buona musica e vino buono, di cui sembra non facesse un uso parsimonioso.
Ebbe modo di frequentare, tra gli altri artisti presenti sull'isola, Raffaele Castello, Otto Sohn-Rethel, Walter Depas, Carlo Perindani, Valentino White.
Morì nel 1951 dopo, così vuole il mito, una fragorosa risata nella piazzetta di Capri.

## Carriera
Giunse a Capri nei primi anni del 1900 forse al seguito di un altro pittore, Karl Wilhelm Diefenbach, probabilmente conosciuto in patria allorquando frequentava l'Accademia di belle arti.
Nel 1915 fu confinato in Sardegna, a Tonara, una cittadina della Barbagia, dove fu ospite del sindaco Giovanni Tore. È autore, in questo periodo, principalmente di xilografie con soggetti sardi, in particolare donne e pastori, paesaggi capresi, templi di Paestum, tetti di Positano, ciò a dimostrazione che non disdegnò la costiera amalfitana e Cilentana.
Nel 1924 ritornò a Capri e qui iniziò di nuovo una cospicua produzione artistica che comprende:
- tele ad olio, in particolare autoritratti;
- disegni a matita, pastello e sanguigna;
- xilografie, spesso su carta sottile e se questa mancava sulle stesse tavole di legno usate per intagliare gli stampi, in cui ritraeva figure sarde, scorci di case, paesaggi, rematori.